# Massacre da Universidade Estadual de Kent

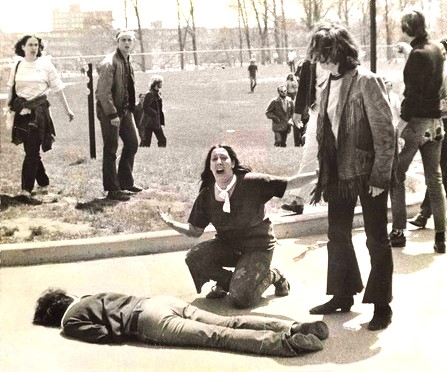
A fotografia de John Filo, vencedora do Prêmio Pulitzer, de Mary Ann Vecchio ajoelhada sobre o cadáver de Jeffrey Miller, minutos depois de o estudante desarmado ter sido mortalmente atingido por um Guarda Nacional do Ohio

Massacre da Universidade Estadual de Kent ou massacre de 4 de maio foram a morte de quatro e o ferimento de nove estudantes universitários desarmados pela Guarda Nacional de Ohio no campus da Universidade Estadual de Kent. Os tiroteios ocorreram em 4 de maio de 1970, durante uma manifestação contra o envolvimento crescente das forças militares dos Estados Unidos na Guerra do Vietnã no Camboja, bem como em protesto contra a presença da Guarda Nacional no campus e o recrutamento. Vinte e oito soldados da Guarda Nacional dispararam cerca de 67 tiros em 13 segundos, matando quatro estudantes e ferindo outros nove, um dos quais sofreu paralisia permanente. Os estudantes Allison Krause, 19 anos, Jeffrey Miller, 20 anos, e Sandra Scheuer, 20 anos, morreram no local, enquanto William Schroeder, 19 anos, foi declarado morto no Robinson Memorial Hospital, nas proximidades de Ravenna, pouco depois.
Krause e Miller estavam entre os mais de 300 estudantes que se reuniram para protestar contra a expansão da campanha cambojana, que o presidente Richard Nixon havia anunciado em um discurso televisivo em 30 de abril. Scheuer e Schroeder estavam no meio da multidão de centenas de outros que observavam os procedimentos a mais de 91 metros da linha de tiro; como a maioria dos observadores, eles assistiram ao protesto durante um intervalo entre suas aulas.
Os tiroteios provocaram indignação imediata e generalizada nos campi de todo o país. Aumentou a participação na greve estudantil que começou em 1º de maio. No final, mais de 4 milhões de estudantes participaram de greves organizadas em centenas de universidades, faculdades e escolas de ensino médio. Os tiroteios e a greve afetaram a opinião pública numa altura já socialmente controversa sobre o papel dos Estados Unidos na Guerra do Vietnã.
Oito dos atiradores foram acusados de privar os estudantes de seus direitos civis, mas foram absolvidos em um julgamento. O juiz de primeira instância declarou: "É vital que os funcionários do estado e da Guarda Nacional não considerem esta decisão como uma autorização ou aprovação do uso da força contra os manifestantes, qualquer que seja a ocasião da questão envolvida. Tal uso da força é, e foi, deplorável."